# Derrick Edwards
Derrick Edwards (24 de maio de 1968) é um ex-futebolista e treinador de futebol antiguano que atuava como atacante ou defensor.

## Carreira
Edwards, conhecido por "Pretty Boy", jogou apenas em um clube: o SAP, entre 2000 e 2005, quando se aposentou como jogador aos 37 anos. Pelo clube de Saint John's, venceu o Campeonato Antiguano, a Copa de Antígua e Barbuda e a Supercopa em 2004–05. Também chegou a comandar o clube depois da aposentadoria.
Treinou ainda a Seleção Antiguana entre 2005 e 2008 e de 2018 a 2019, além de ter comandado o Lime Old Road por 3 temporadas. Pelos Wadadli Boys, atuou em 63 partidas entre 1988 e 2003 (10 em eliminatórias de Copa do Mundo), sendo o maior artilheiro da equipe (59 gols).

## Títulos
SAP
- Campeonato Antiguano: 1 (2004–05)
- Copa de Antígua e Barbuda: 1 (2004–05)
- Supercopa de Antígua e Barbuda: 1 (2004–05)

Lime Old Road
- Campeonato Antiguano: 1 (2011–12, como treinador)